# Mendele Moher Sfarim
Mendele Moher Sfarim („Mendel Vănzătorul de Cărți”, în  idiș Mendele Moiher Sforim; n. 21 decembrie 1835/2 ianuarie 1836, Kapyĺ⁠(d), gubernia Minsk⁠(d), Imperiul Rus – d. 25 noiembrie/8 decembrie 1917, Odesa, Republica Populară Ucraineană), este pseudonimul lui Sholem Yankev Abramovici, scriitor evreu și unul dintre fondatorii literaturii moderne idiș și ebraice.

## Scrieri
- 1869: Fishke der krumer („Fishke șchiopul”), povestire;
- 1873: Die kliatsche („Zvonul”), proză alegorică;
- 1878: Masoes Beniamin Hashlishi („Peregrinările lui Beniamin”), poem epic în proză;
- 1888/1889: Dos vinshfingerl („Inelul magic”), roman.